# San Vito dei Normanni (stacja kolejowa)
San Vito dei Normanni (wł. Stazione di San Vito dei Normanni) – stacja kolejowa w San Vito dei Normanni, w prowincji Brindisi, w regionie Apulia, we Włoszech.
Według klasyfikacji RFI ma kategorię brązową.
Jest aktywna do obsługi pasażerów, ale w rzeczywistości obsługuje tylko niektóre regionalne pociągów, ponieważ stacja jest 10 km od miasta. Położenie stacji jest niekorzystne, a ważniejsze stacje w Brindisi i Ostuni, są odpowiednio oddalone o 21 i 17 km.
Stacja znajduje się niedaleko skrzyżowania linii kolejowej z drogą krajową SS16 Adriatica, w połowie drogi między miastami San Vito dei Normanni i Brindisi.

## Linie kolejowe
Adriatica